# Успенская церковь (Бусяж)
Успе́нская церковь — историческое здание XVIII века в деревне Бусяж Ивацевичского района, памятник архитектуры (номер 112Г000291). Расположена в юго-западной части деревни.

## История
Каменная церковь построена в 1773—1779 гг. как костёл монашеского ордена картезианцев. В 1840-е гг. переоборудована под православную церковь. Была капитально отремонтирована в 1912 году. Церковь пострадала от обстрелов в Великую Отечественную войну.

## Архитектура
Церковь возведена в стиле барокко. Главный объём церкви прямоугольный в плане, накрыт двускатной крышей. С торцов здание венчают фигурные аттики с волютами, характерные для барокко. С севера пристроена более поздняя апсида. Южный фасад разделяется антаблементом на два яруса, верхний из которых завершает гранёная башенка. На верхнем ярусе над главным входом имеется лучковое окно, а по обе стороны от него — ниши с конхами, в которых ранее были скульптуры евангелистов. Боковые фасады расчленяют слоистые пилястры в промежутках между оконными проёмами, имеющими лучковую форму. Внутренние помещения имеют зальную планировку. Зал перекрыт цилиндрическим сводом с распалубками. Небольшие хоры расположены над главным входом, соединены с залом арочным проёмом.